# Manuel Aller
Manuel Ángel Aller Carballo (Ponferrada, 17 aprile 1963) è un ex cestista e allenatore di pallacanestro spagnolo.

## Carriera
Con la Spagna ha disputato i  Campionati europei del 1989.